# 溴酸铷
溴酸铷是铷的溴酸盐，化学式 RbBrO3。

## 制备
溴酸铷可以由碳酸铷和溴酸反应而成：
{\displaystyle \mathrm {Rb_{2}CO_{3}+2\ HBrO_{3}\longrightarrow 2\ RbBrO_{3}+H_{2}O+CO_{2}\uparrow } }
它也可以由碳酸铷和溴酸钠反应而成。
{\displaystyle \mathrm {Rb_{2}CO_{3}+2\ NaBrO_{3}\longrightarrow 2\ RbBrO_{3}+Na_{2}CO_{3}} }

## 性质
| RbBrO3 在水中的溶解度 |      |      |      |      |
| 温度[°C]              | 25   | 30   | 35   | 40   |
| 溶解度[g/l]           | 29.3 | 35.5 | 42.8 | 50.8 |

溴酸铷在水中的溶解度见上表。
没有结晶水的溴酸铷是三方晶系的，空间群R3m (No. 160)，晶格参数 a = 621.8 pm 和c = 809.9 pm。
溴酸铷和氢溴酸反应，产生三溴化铷。